# Émeutes de Rebecca

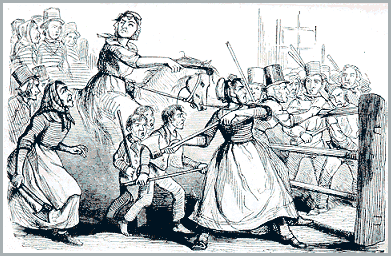
Représentation des « émeutes de Rebecca », Illustrated London News (1843).

Les émeutes de Rebecca (Rebecca Riots) ont eu lieu au Pays de Galles entre mai 1839 et 1843, avec un point culminant en 1842-1843. Elles avaient pour origine le mécontentement à l'égard des droits de péage élevés qu'il fallait alors payer pour utiliser les routes locales à barrière de péage. Les émeutes prirent fin avant 1844, car les lois relatives à la concession des droits de péage au Pays de Galles furent alors révisées.

## Origine du nom
Le nom de « Rebecca » porté par ces émeutes provient de celui que l'on donnait aux bandes de mécontents, habillés en femmes, qui avaient pris sur eux de détruire les barrières de péage, les Merched Beca, « les filles de Rebecca » en gallois, ou plus simplement, « les Rebecca » ; ce nom lui-même provenait, dit-on, d'un verset de la Bible (Genèse 24:60) disant : 

« Et ils bénirent Rebecca et lui dirent, Tu es notre sœur, sois la mère de milliers de millions, et que le fruit de tes entrailles s'empare de la porte de ceux qui les détestent. »